# Le Portalet
Le Portalet est un sommet en Suisse culminant à 3 343 mètres d'altitude à l'ouest de Praz de Fort dans le canton du Valais. Il est surtout connu pour l'un de ses sommets secondaires, le Petit Clocher du Portalet, monolithe de granite vertical. 

## Géographie
Le Portalet est un sommet massif situé sur le chaînon entre les glaciers d'Orny et de Saleinaz. Il comporte quatre arêtes et quatre faces. La face nord est en partie glaciaire. La face sud présente une haute paroi rocheuse truffée de couloirs d’éboulis qui a reçu le nom de « Ravines Rousses ».
Il possède deux sommets secondaires bien individualisés à l'est du Portalet : le Grand Clocher du Portalet (2 983 m) et le Petit Clocher du Portalet (2 823 m) pyramide verticale de granite orangé qui comporte des voies d'escalade de très haut niveau. Un gendarme est bien visible sur l’arête nord-est, nommé la Chandelle du Portalet (3 281 m).

## Premières ascensions
- 25 juillet 1890 : Clocher du Portalet, arête ouest par Albert Barbey, Joseph Copt et Justin Bessart.
- 26 août 1897 : Petit Clocher du Portalet par Maurice Crettez et Émile Revaz.
- 6 septembre 1902 : Chandelle du Portalet par Guillaume Rossier et Maurice Crettez.
- 23 juillet 1958 : Petit Clocher du Portalet, face est par Michel Vaucher et Italo Gamboni.
- 1962 - Petit Clocher du Portalet (val Ferret), voie Darbellay par Michel Darbellay et  son frère Daniel Darbelley (ABO+, 6c obligatoire).
- 1967 - Petit Clocher du Portalet, voie Esprit de Clocher par Michel Darbelley et L. Frotte (ED+, 6b obligatoire).
- 26 juillet 1983 : Petit Clocher du Portalet, face nord par C. et Y. Rémy.